# 二號米德爾鎮區 (北卡羅萊納州喬萬縣)
一號米德爾鎮區（英語：Township 2, Middle）是位於美國北卡羅萊納州喬萬縣的一個鎮區。

## 地方資料
一號米德爾鎮區的面積為144.00平方千米，皆為陸地。根據2020年美國人口普查的數據，當地共有人口4290人，而人口密度為每平方千米29.79人。